# Гликолиза
Гликолиза је процес који се састоји од низа реакција и којим се глукоза конвертује у пирогрожђану киселину и при чему се производи релативно мала количина молекула АТП-а. У аеробним организмима гликолиза је праћена Кребсовим циклусом и ланцем електронског трансфера, којим се и производи највећа количина молекула АТП-а, (АТП је извор енергије коју ћелије користе). У аеробним условима, тј. у присуству кисеоника, пирогрожђана киселина улази у митохондрију, где се потпуно оксидише у угљен-диоксид и воду. Ако је количина кисеоника неадекватна, на пример као у мишићима током интензивне активности (трчање, интензивни физички рад, итд.) пирогрожђана киселина бива конвертована у млечну киселину. У анаеробним условима, у условима где кисеоник није присутан, пирогрођжана киселина се конвертује у етанол. Ова трансформације пирогрожђане киселине у етанол је пример ферментације. Алтернативни катаболички пут разградње глукозе је фосфоглуконатни пут у којем настају редукциони еквиваленти кључни за бројне анаболичке процесе.
Гликолиза је одређена секвенцом од десет реакција посредованих ензимима. Интермедијери представљају улазне тачке у гликолизу. На пример, већина моносахарида, као што су фруктоза и галактоза, могу да буду конвертовани у један о тих интермедијера. Интермедијери исто тако могу да буду директно корисни. На пример, интермедијер дихидроксиацетон фосфат (DHAP) је извор глицерола, који се комбинује са масним киселинама и формира масти.
Гликолиза је од кисеоника независтан метаболички пут. Другим речима у њој се не користи молекуларни кисеоник (тј. атмосферски кисеоник) за било коју од њених реакција. Међутим продукти гликолизе (пируват NADH + H+) у неким случајевима бивају метаболизовани користећи атмосферски кисеоник. Кад се молекулски кисеоник користи за метаболизам продуката гликолизе процес се обично сматра аеробним, док ако се кисеоник не користи, онда се за процес каже да је анаеробан. Нека од варијанти гликолизе се јавља у скори свим организмима, аеробним и анаеробним. Широка заступљеност гликолизе је индикација да је она један од најстаријих метаболичких путева. У ствари, реакције које сачињавају гликолизу и њен паралелни пут, пут пентоза фосфата, су се одвијале у посредству метала под бескисеоничним условима Архејских океана. Могуће је да је гликолиза проистекла из хемијских ограничења пребиотичког света.
Гликолиза се одвија у већини организама у цитосолу ћелија. Најзаступљенији тип гликолизе је Ембден–Мејерхофов–Парнасов (ЕМП) пут, који су открили Густав Ембден, Ото Мајерхоф, и Јакуб Карол Парнас. Гликолиза се исто тако односи на друге путеве, као што је Ентнер-Доудорофов пут и разни хетероферментативни и хомоферментативни путеви.
Целокупни гликолизни пут се може раздвојити у две фазе:
1. Препараторна фаза – у којој се ATP конзумира
2. Фаза исплате – у којој се ATP производи.

## Преглед
Свеукупна реакција гликолизе је:
-Глукоза
2 × Пируват
Као полазни материјал у процесу дисања, полисахариди се могу се користити тек након претходне разградње на простије шећере. Тако се скроб у ткивима за нагомилавање енергетских резерви најпре разлаже до простих шећера, у присуству воде и ензима амилазе:
скроб +   →  амилаза + n глукоза.
У другим ткивима, где се скроб налази само привремено, његова хидролиза се одвија помоћу ензима фосфорилазе:
скроб  +  → фосфорилаза +  n глукозо-1-фосфат.
Топлотна енергија која се ослобађа у разградњи скроба путем фосфорилације остаје везана у фосфат-естарској вези глукоза-1-фосфата. Да би се тај спој могао укључити у  гликолизу, мора се претходно претворити у пирогрожђану киселину. Настала пирогрожђана киселина у анаеробним условима, при ферментацији, подвргава се алкохолном или млечном врењу, а у аеробним условима, након активације улази у тзв. Кребсов циклус. У младим ткивима биљака глукоза се претежно разграђује у процесу гликолизе. Са старењем ткива, постепено се повећава разградња глукозе, путем  њене директне оксидације. 

## Основни типови реакција гликолизе
Гликолиза је веома важан процес без којег ћелије не би могле да функционишу. Гликолиза је такође веома сложен процес, али упознавањем основних типова реакција, и сам процес бива јаснији. Типови реакција које чине гликолизу, заједно са ензимима који катализују реакције, су:

### Премештање фосфорил групе
У овој реакција, фосфорил група бива премештена са једног атома кисеоника на други у самом молекулу. Катализатор ове реакције је ензим који припада породици мутаза.

### Трансфер фосфорил групе
У овој реакцији фосфорил група бива премештена са АТП молекула на међучлан гликолизе или са међучлана на АТП. Катализатор реакције припада породоци аензима киназа.

### Изомеризација
При изомеризацији кетоза се конвертује у алдозу, и обрнуто, ензимом изомераза.

### Дехидрација
При дехидрацији молекуле воде се елиминише. Реакција је катализована од стране ензима дехидратаза.

### Кидање алдол везе
Веза између два угљеникова атома се кида при овој реакцији, која је катализована ензимом типа алдолазе.

## Реакције гликолизе

### Глукоза 6-фосфат
Глукоза улази у ћелију помоћу специјалних транспортних протеина процесом олакшане дифузије и бива конвертована у глукозу-6-фосфат. Ово је могуће фосфорилацијом помоћу молекула АТП-а, тако што се врши трансфер фосфорил групе са молекула АТП-а на хидроксилну групу С-6 атома глукозе. Ова реакција је катализована ензимом хексокиназа. У хепатоцитама пак, концентрација хексокиназе није од каталитичког значаја, а у јетри ову реакцију катализује глукокиназа. Кинетика реакције је таква да се значајнији степен фосфорилације одиграва само у присуству велике концентрације супстрата што је од посебног значаја са расподелу глукозе између ћелија јетре и других ћелија организма.

### Фруктоза 6-фосфат
Следећи корак у гликолизи је изомеризација глукозе 6-фосфата у фруктозу 6-фосфат. Алдехид на С-1 атому реагује са хидроксил групом на С-5 атому и ствара прстен фурана. Ова изомеризација претвара молекул алдозе у кетозу, и реакција је катализована ензимом фосфоглукоза изомераза.

### Фруктоза 1,6-бифосфат
Још једном фосфорилацијом молекула АТП-ом, фруктоза-6-фосфат се конвертује у фруктозу-1,6-бифосфат. Ова реакција је катализована ензимом фосфофруктокиназа-1, алостерним ензимом. Фосфофруктокиназа-1 је главни регулаторни ензим гликолитичког пута па брзина остатка реакција гликолизе директно зависи од активности овог ензима, односно брзине реакције коју катализује.

### Глицералдехид 3-фосфат
Цепањем фруктозе-1,6-дифосфата добијају се два једињења са по 3 угљеникова атома: глицералдехид-3-фосфат и дихидроксиацетон фосфат. Цепање фруктозе 1,6-фосфата је постигнуто реакцијом коју катализује ензим алдолаза. Глицералдехид-3-фосфат је у облику који је потребан да би се наставио процес гликолизе, док дихидроксиацетон-фосфат није.

#### Дихидроксиацетон фосфат
Дихидроксиацетон-фосфат не може да настави гликолитичку разградњу у облику у којем је, већ се мора преобратити у глицералдехид-3-фосфат. Ова два једињења, дихидроксиацетон-фосфат и глицералдехид-3-фосфат представљају изомере. Реакција изомеризације је катализована од стране ензима триоза-фосфат изомеразе, веома је брза и повратна. Под нормалним условима, равнотежа је значајно померена ка дихидроксиацетон-фосфату (његов удео у равнотежи је око 90%) али се при повећаним концентрација сусптрата односно смањеној концентрацији глицералдехид-3-фосфата, равнотежа лако помера удесно (према Ле Шатељеовом принципу).

### 1,3-бифосфоглицерат
До овог корака, у гликолизу је већ уложена енергија у виду два молекула АТП-а. Реакције које следе су прве у гликолизи при којима се производе молекули АТП-а, и уложено враћа (тзв. pay-off фаза). Прва реакција представља конверзију глицералдехид-3-фосфата у 1,3-бифосфоглицерат, коју катализује глицералдехид-3-фосфат дехидрогеназа (скраћено GAPDH). Овом оксидо-редукцијом алдехидна група на првом угљениковом атому (С1) трансформише се у ацил-фосфат, енергетски веома богато једињење. Да би се реакција одиграла потребно је и присуство оксидационог еквивалента —  који прихвата електронски пар.

### 3-Фосфоглицерат
Високи потенцијал трансфера фосфорил групе са 1,3-бифосфоглицерата је извор енергије за настанак молекула АТП. Фосфоглицерат киназа катализује трансфер фосфорил групе са ацил-фосфата 1,3-бифосфоглицерата на АДП при чему се ослобођена енергија користи за формирање енергетски богате фосфоанхидридне везе молекула АТП. У овој реакцији фосфорилације на нивоу супстрата као производи настају 3-фосфоглицерат и први молекул АТП.

### 2-фосфоглицерат
Реакцијом премештања фосфорил-групе конверзијом 3-фосфоглицерата добија се 2-фосфоглицерат. Реакцију катализује ензим фосфоглицерат мутаза. Механизам премештања је следећи: 2-фосфоглицерат се везује за активно место ензима при чему долази до премештања фосфорил-групе са активног места на положај 2 супстрата. Настали 2,3-дифосфоглицерат остаје у комплексу са ензимом до тренутка регенерације активног места преласком фосфорил-групе са положаја 3 назад на ензим, након чега долази до ослобађања производа конверзије — 2-фосфоглицерата. Интермедијерни 2,3-дифосфоглицерат је важан регулаторни фактор у еритроцитима (који су гликолитички активни) јер утиче на афинитет хемоглобина ка везивању кисеоника.

### Фосфоенол пирогрожђане киселине
Дехидрацијом 2-фосфоглицерата формира се енол. Енолаза катализује ову реакцију и за продукат има фосфоенолпируват (фосфоенол пирогрожђане киселине).

### Пирогрожђана киселина
У последњој реакцији гликолизе, формира се пирогрожђана киселина и истовремено се добија још један молекул АТП-а. Пируват киназа катализује ову реакцију и уједно представља последњи регулаторни ензим гликолитичког пута. За нормално одвијање реакције потребно је присуство K+ и Mg2+ јона као кофактора.